# Tayibe
Tayibe (arabe : الطيبة, hébreu : טַיִּבָּה) est une ville d'Israël située dans le District centre à population arabe israélienne.

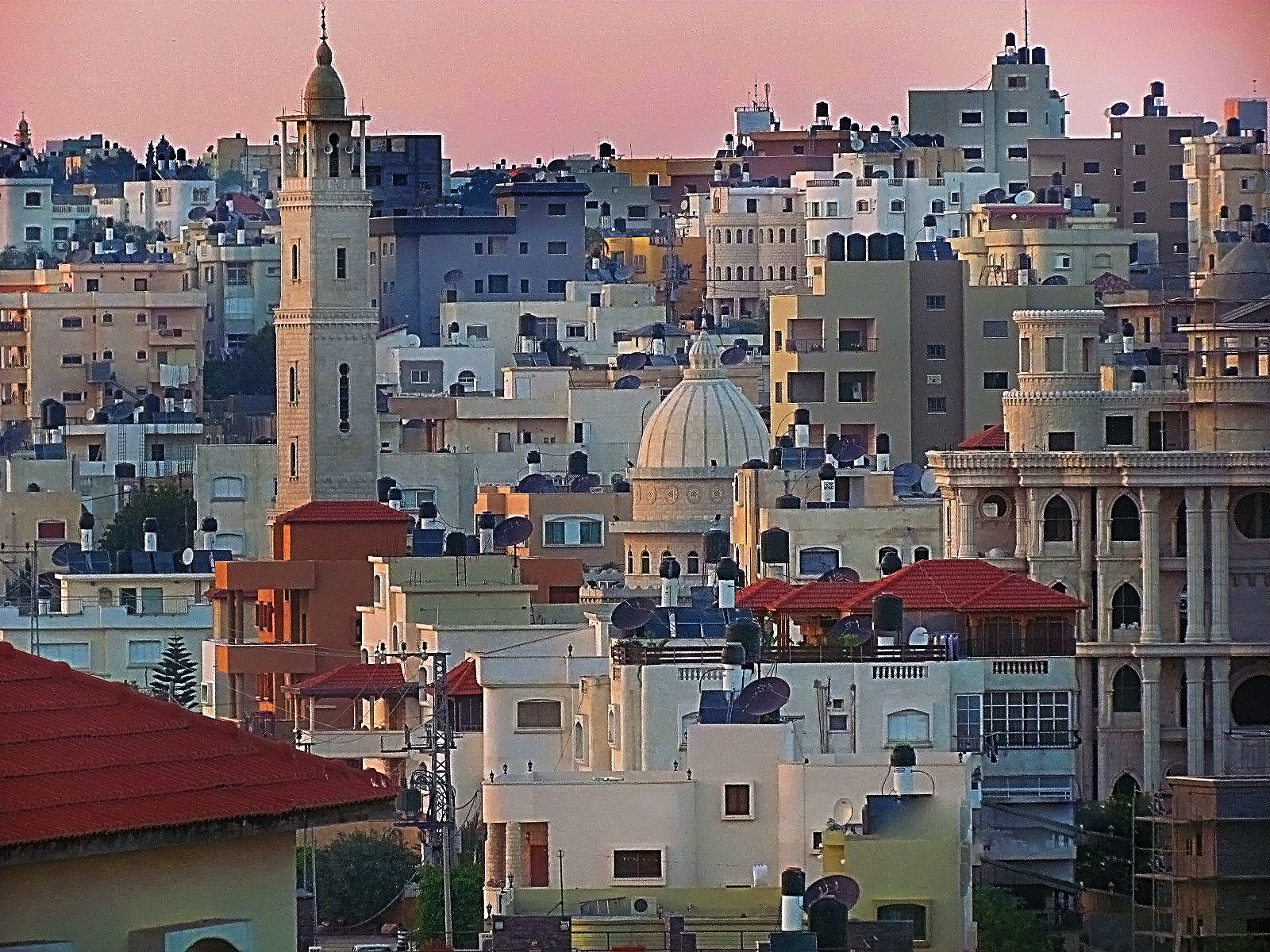
Centre de Taybee

## Histoire
Un village appelé Tayyibat al-Ism était sur la liste des terres allouées par le sultan Baybars à ses émirs, en 1265, environ 5 siècles après la conquête arabe de la Palestine. Le nom du village apparaît dans des documents se rapportant à la waqf de la mosquée d'Hébron. Sous les Mamelouks, les tribus nomades installés dans la région.
Au cours de la domination ottomane, en 1596, le village était sous l'administration de la nahié de Bani Sab. Avec une population de 50 ménages («khana») et 5 célibataires, tous musulmans, qui ont payé des impôts sur le blé, l'orge, les récoltes d'été (y compris gura, melons, haricots, légumes, etc), des oliviers, des ruches et des chèvres.
Dans l’Enquête sur la Palestine occidentale à la fin du XIXe siècle, Tayibe a été décrit comme suit : "Un grand village épars sur une pente, principalement construit en pierre, alimenté par des citernes et entouré d'oliviers." . 
Dans le recensement de 1931, Tayibe possède 2 944 habitants vivant dans 658 maisons, tous musulmans et y compris deux tribus bédouines à proximité..
En 1948, au cours de la première guerre israélo-arabe, les forces israéliennes ont pris les terres de la ville, mais pas la ville elle-même. Tayibe a été transféré à Israël dans le cadre de la Convention de 1949, le cessez-le-feu avec la Jordanie. Selon David Gilmour, « les habitants étaient furieux qu'Abdallah Ier de Jordanie les ait simplement remis à Israël, mais ont été soulagés de retrouver leurs terres. Toutefois, la loi sur la propriété des absents, qui a été adoptée en 1948, mais avec effet rétroactif, a été spécialement conçue pour prendre en charge des cas de ce genre. Bien qu'ils n'aient pas quitté leur village, les habitants ont été déclarés « absents » et leurs terres "biens abandonnés". » Selon les villageois, ils ont perdu 8 000 acres(3 237,49 ha) sur leurs 11 000 acres (4 451,54 ha) de terres. Tayibe a obtenu le statut de conseil municipal en 1952. En 1990, il a été déclaré ville.

## Géographie
À l'est de la commune se situe la frontière avec la Cisjordanie, la frontière de 1949. La commune se situe à 20 km à l'est de Netanya et de la mer.

## Démographie
En 2001, la population est de 100 % d'Arabes (99,7 % de musulmans), sans population juive significative. En 2001 il y avait 15 100 14 500 hommes et femmes. 47,5 % de la population avait 19 ans ou moins, 17,4 % entre 20 et 29 ans, 20,3 % entre 30 et 44 ans, 9,6 % de 45 à 59, 2,0 % de 60 à 64 ans et 3,3 % de 65 ans ou plus. Le taux de croissance de la population en 2001 était de 3,2 %.
La population de Tayibe, l'une des villes arabes les plus importantes et les plus développées en Israël, est composée de 20 familles élargies, toutes musulmanes.

## Personnalités liées à la commune
- Kais Nashef, acteur
- Mahmud A-Nashaf
- Ahmad Tibi
- Walid Sadek
- Senan Abdelqader, architecte[4]
- Rasem Nashef, Juge